# Milot, Haiti
Milot är en ort i Haiti. Den ligger i departementet Nord, i den norra delen av landet, 120 km norr om huvudstaden Port-au-Prince. Milot ligger 214 meter över havet och antalet invånare är 5 534.
Terrängen runt Milot är kuperad söderut, men norrut är den platt. Runt Milot är det tätbefolkat, med 286 invånare per kvadratkilometer. Närmaste större samhälle är Okap, 17,1 km norr om Milot. Omgivningarna runt Milot är en mosaik av jordbruksmark och naturlig växtlighet.